# Koma (álbum)
Koma es el nombre del primer disco del grupo Español Koma, lanzado en el año 1996.

## Canciones
1. Tío Sam
2. Caer
3. A la mierda
4. Malas caras
5. Milagro
6. El pobre
7. Aquí huele como que han fumao
8. Cómo les jode
9. Las cruces
10. Quieras o no quieras
11. 2, 4, 1
12. Las bragas

- Datos: Q2893651